# Lignosus sacer
Lignosus sacer är en svampart som ingår i släktet Lignosus och familjen Polyporaceae.